# Aspilota louiseae
Aspilota louiseae är en stekelart som beskrevs av Van Achterberg 1988. Aspilota louiseae ingår i släktet Aspilota och familjen bracksteklar. Inga underarter finns listade.